# Friedrich Rosen

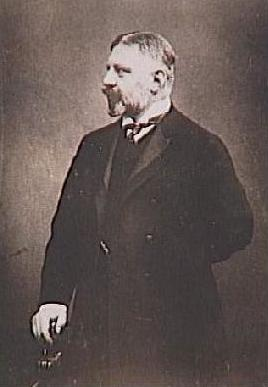
Friedrich Rosen 1910.

Friedrich Rosen, född den 30 augusti 1856 i Leipzig, död den 27 november 1935 i Peking, var en tysk diplomat och språkvetenskapsman, son till Georg Rosen, far till Georg Rosen.
Rosen studerade i Berlin, Leipzig och Göttingen samt i Paris och under en resa (1886-1887) i Indien jämförande språkvetenskap och indisk litteratur; 1887 företog han en studieresa i Persien. Han blev 1880 lärare i hindustani vid Friedrich-Vilhems-universitetet i Berlin och var 1891-1899 förste dragoman vid tyska legationen i Teheran. 
År 1899 blev Rosen tysk konsul i Jerusalem och 1900 föredragande råd (för orientaliska ärenden) i utrikesministeriet. År 1904 sändes han på en ambassad till negus Menilek i Abessinien, med vilken han avslöt en handelstraktat. Han var 1905-1910 tyskt sändebud i Tanger och därunder 1906 en av Tysklands delegerade på Algeciraskonferensen.
Rosen förflyttades 1910 till Bukarest och 1912 till Lissabon, som han lämnade vid de diplomatiska förbindelsernas avbrytande mellan Tyskland och Portugal i mars 1916. Han blev i oktober samma år tyskt sändebud i Haag och var utrikesminister i Wirths första ministär, maj-oktober 1921.  Han utgav bland annat turkiska och persiska parlörer samt (1898) en persisk grammatika.